# Scherzo à la russe
Lo Scherzo à la russe è una composizione per orchestra di Igor' Fëdorovič Stravinskij scritta fra il 1943 e il 1944.

## Storia
Come già era successo nel 1942 quando proposero a Stravinskij di comporre della musica per un film sull'invasione della Norvegia, cosa che diede origine ai Four Norwegian Moods, anche nel 1943 chiesero al compositore di scrivere un brano per un film sulla guerra in Russia. Il musicista iniziò a comporre l'opera che avrebbe dovuto essere parte della colonna sonora del film The North Star di Lewis Milestone, ma il progetto non andò in porto. Come altre volte in passato, e anche negli anni successivi, i rapporti del musicista con le produzioni cinematografiche si rivelarono difficili, tanto da far dire a Stravinskij stesso di ritenersi fortunato dal momento che nessuna proposta avuta da Hollywood avesse mai avuto una conclusione definitiva.
Quando l'anno successivo Paul Whiteman, celebre direttore di jazz sinfonico, gli chiese di scrivere un brano per la sua orchestra, Il compositore riprese la partitura già iniziata e la terminò con titolo Scherzo à la russe. Questa versione jazzistica venne eseguita per la prima volta il 5 settembre 1944 dall'Orchestra di Whiteman per la Blue Network, ma non ebbe il successo sperato. Il compositore riadattò allora il brano per una normale orchestra sinfonica e la diresse egli stesso, in prima esecuzione, a San Francisco il 22 marzo 1946 al War Memorial Opera House. Stravinskij realizzò poi un'ulteriore versione per due pianoforti che fu eseguita al Mills College di Oakland il 25 ottobre 1954 dall'autore con Nadia Boulanger.

## Organico
La versione per orchestra sinfonica comprende: tre flauti, due oboi, due clarinetti, due fagotti, quattro corni in Fa, tre trombe, tre tromboni, basso tuba, xilofono, timpani, tamburello, triangolo, piatti, tamburi, tamburo basso, pianoforte, arpa, archi.